# No Security
No Security – siódmy album w USA, a szósty album koncertowy w Wielkiej Brytanii grupy The Rolling Stones.

## Lista utworów
1. "Intro" – 0:50
2. "You Got Me Rocking" – 3:26
3. "Gimme Shelter" – 6:12
4. "Flip the Switch" – 4:12
5. "Memory Motel" – 5:52
6. "Corinna" (Taj Mahal/Jesse Ed Davis) – 3:56
7. "Saint of Me" – 5:18
8. "Waiting on a Friend" – 4:52
9. "Sister Morphine" (Mick Jagger/Keith Richards/Marianne Faithfull) – 6:05
10. "Live with Me" – 3:55
11. "Respectable" – 3:20
12. "Thief in the Night" (Mick Jagger/Keith Richards/Pierre de Beauport) – 5:37
13. "The Last Time" – 4:19
14. "Out of Control" – 7:59

## Listy przebojów

### Album
| Rok  | Lista             | Pozycja |
| ---- | ----------------- | ------- |
| 1998 | UK Top 75 Albums  | 67      |
| 1998 | The Billboard 200 | 34      |
| 1999 | The Billboard 200 | 166     |

### Single
| Rok  | Single          | Lista                  | Pozycja |
| ---- | --------------- | ---------------------- | ------- |
| 1998 | "Gimme Shelter" | Mainstream Rock Tracks | 29      |